# Никифор II Фока
 Тази статия е за императора.  За военачалника от IX век вижте Никифор Фока.  
Никифор II Фока (на гръцки: Νικηφόρος Β΄ Φωκάς; * 912; † 969) е византийски император в периода 963 – 969. Той е един от най-успешните военачалници, управлявали империята.

## Произход
Никифор II е родом от Кападокия и произлиза от знатния малоазийски род Фока, свързан с едрата военно-земевладелска аристокрация от Мала Азия. Неговите роднини имат гръцки и арменски корени и са изтъкнати пълководци по времето на Македонската династия. Дядо му е Никифор Фока, стратег на западните теми през управлението на Василий I Македонец. Единият от синовете му е Лъв Фока (чичото на бъдещия император Никифор II), който през 917 г. търпи голямото поражение срещу българският цар Симеон I в Битката при Ахелой. Баща на император Никифор II е друг известен генерал, Варда Фока Стари. Братя на императора са Лъв Фока Млади и Константин Фока.

## Кариера и възкачване
Преди да дойде на трона, Никифор Фока постига забележителни победи срещу арабите в Сирия, при властването на император Роман II. През 962 – 3 г. напредва в Киликия и превзема Алепо, вземайки богата плячка. По време на кампанията бил наречен с прозвището „бледата смърт на сарацините“.
През 963 г. император Роман II умира в столицата. Неговата вдовица, амбициозната императрица Теофано, е майка на малолетните престолонаследници Василий II и Константин VIII Порфирогенети. Тя се нуждае от силен съюзник, който да защити нейните позиции и регентска власт от домогванията на другия регент, придворния евнух Йосиф Вринга. Безскрупулна и находчива, императрицата-регент спира избора си на Никифор Фока, победоносният главнокомандващ на източните армии, който е едновременно амбициозен и популярен сред войниците. Призован от правителството в Константинопол, Никифор междувременно получава предупредителни послания за заговор готвен срещу него. Убеден в благосклонността на императрицата към него, той е издигнат за император от войските през лятото на 963 г., въпреки интригите и съпротивата на част от дворцовите кръгове.
На 15 август 963 г. Никифор Фока влиза тържествено в столицата, приветстван от народа като василевс. На следващия ден Никифор се жени за императрица Теофано и бива официално коронясан от патриарха. Той става съимператор регент на нейните малолетни синове, Василий II и Константин VIII, чиито привилегии на багренородни василевси биват спазени. След като се възкачва, Никифор II дава титлата кесар на баща си, опитният Варда Фока, който му помага в управлението.

## Управление

### Вътрешна политика
Никифор Фока ограничава опита на църквата да се превърне в най-едрия земевладелец, като дава повече привилегии на едрата военно-поземлена аристокрация (т.нар. „динати“) с цел да се подсигури имперската военна отбрана. По линия на същата политика Никифор Фока облага църковната поземлена собственост с високи данъци, а през 964 година забранява основаването на нови манастири с цел ограничаване на църковния поземлен фонд. Поради това той става много непопулярен сред духовенството.
Никифор II Фока извършва и военна реформа, с която увеличава ролята на тежката конница от рицарски тип (катафракти) в основна ударна сила на войската.

### Външна политика

#### Войни срещу арабите и германския император
Император Никифор II е способен пълководец, който води успешни войни срещу арабите и отвоюва големи територии от тях: остров Крит през 961 – 2 г., Киликия и Кипър през 964 – 5 г., Северна Сирия с Антиохия и част от Северна Месопотамия през 968 – 9 година.
В Южна Италия и Сицилия са проведени успешни експедиции срещу войските на арабите и германския император. В Мала Азия и Горна Месопотамия продължава византийското настъпление срещу арабите – завладени са Алепо (962 г.), Тарс (965 г.), Хама, Хомс и др. Арабското население е прогонено, градовете са ограбени и опожарени, джамиите разрушени. Цяла Северна Сирия е възвърната, а завладяването на Антиохия (969 г.) бележи апогея на тази кампания. Същата година емирът на Алепо става подчинен на Византия, като признава византийското господство и се задължава да плаща годишен данък.

#### Отношения с България
През 967 г. при цар Петър I (927 – 969) Византия нарушава мирните договори с България. Войнственият император изгонва с оскърбления пратениците на Петър I, разгневен от исканията на българската страна за подновяване плащането на сумите, съгласно стария мирен договор от 927 година. Никифор II привлича княз Светослав от Киевска Рус да нападне България заедно с печенегите от североизток. От своя страна ромеите също започват военни действия срещу българите в Тракия. Притиснат от двойна заплаха, българският цар е принуден да изпрати синовете си в Цариград като заложници.
Руският княз нахлува в Източна България през 968 – 9 г. и окупира столицата Преслав, вземайки за заложник цар Борис II (969 – 971), наследника на Петър. Ситуацията се усложнява от действията на Светослав, който планира да присъедини българските земи към държавата си и подкрепя амбициите на самозванеца Калокир към византийския трон.
В края на 969 година император Никифор е свален и убит от придворните си, преди да предприеме ответни мерки срещу русите.

## Личен живот
Суров и недипломатичен по характер, Никифор II води аскетичен монашески живот, ограничава разкоша с цел да намали разходите, и се отнася строго към богатите аристократи. Реформите и поведението му настройват висшите прослойки на войската и църквата срещу него. Той губи подкрепата на императрицата, която се включва в тайния заговор за преврат. През нощта на 11 декември 969 г. Никифор II е линчуван и убит в покоите си от заговорници на Йоан I Цимисхий.